# Doce Novembro
Doce Novembro (em inglês:  Sweet November) é um filme americano de 2001, um drama romântico dirigido por Pat O' Connor. Este é um remake de filme homônimo de 1968 (Brasil: Por Toda Minha Vida / Portugal: Doce Novembro). escrito por Herman Raucher, estrelado por Anthony Newley e Sandy Dennis.
Durante a renovação da carteira de motorista, Nelson (Keanu Reeves), um publicitário workaholic, acaba por atrapalhar Sara (Charlize Theron), levando-a a perder sua licença. Como compensação, ela pede a Nelson que more um mês com ela, com o argumento de ajudá-lo a aproveitar melhor a vida, já que ele é completamente dedicado ao trabalho.[carece de fontes?]

## Sinopse
Nelson Moss conhece Sara Deever, uma mulher muito diferente de quem ele já conheceu antes. Sua ignorância a leva a falhar no teste de direção. Ela o engana e continuamente pede que ele passe um mês com ela com a promessa de que ela mudará sua vida para melhor. Na primeira noite de novembro, depois que Nelson é demitido e despejado no mesmo dia, ela dorme com ele, e no dia seguinte Chaz, um amigo íntimo de Sara, chega e se refere a Nelson como "novembro" de Sara.
Ao longo de novembro, os dois experimentam momentos felizes juntos e se apaixonam. Nelson examina sua vida e passado e faz amizade com um filho sem pai chamado Abner. Eventualmente, ele percebe que está apaixonado por Sara e pede que ela se case com ele. É revelado que Sara tem câncer terminal, linfoma não Hodgkin. Como ela não suporta que Nelson sofra a morte dela, ela pede que ele saia. Sara diz a Chaz que Nelson propôs a ela. Chaz diz que não foi a primeira vez que um homem propôs, o que implica que Sara teve vários "meses" antes. Sara confirma isso, mas afirma que foi a primeira vez que ela quis dizer sim. Ela decide que não continuará o relacionamento para proteger Nelson de ser ferido. Nelson obedece, mas depois realiza um retorno surpresa durante o feriado do Dia de Ação de Graças, dando-lhe presentes que a lembram de seus momentos felizes.
Eles ficam juntos por mais um dia; ele publica calendários de novembro em todas as paredes de seu apartamento, dizendo que sempre pode ser novembro para eles. Eles fazem amor, mas na manhã seguinte, Nelson descobre que Sara está vestida. Ela pede que ele saia, e ele vê que ela anotou os calendários. Nelson fica confuso e com o coração partido. Sara pede a Nelson que a deixe ir, para que ele sempre tenha boas lembranças dela e explica que é assim que ela precisa ser lembrada. Ela voltará para casa, para sua família (a quem estava evitando) e enfrentará seus últimos dias. Sara então venda Nelson, leva-o a um parque e dá-lhe um último beijo. Nelson tira a venda e vê que ele está sozinho em um parque que ele e Sara foram a um de seus primeiros encontros. Seus olhos se enchem de lágrimas e o filme termina.[carece de fontes?]

## Elenco
- Keanu Reeves - Nelson Moss
- Charlize Theron - Sara Deever
- Jason Isaacs - Chaz Watley/Cherry
- Greg Germann - Vince Holland
- Lauren Graham - Angelica
- Liam Aiken - Abner
- Frank Langella - Edgar Price
- Ray Baker - Buddy Leach
- Michael Rosenbaum - Brandon/Brandy
- Robert Joy - Raeford Dunne
- Jason Kravits - Manny
- Tom Bullock - Al
- Susan Zelinsky - garçonete[3]

## Música
| N.º | Título                                        | Compositor(es)                                       | Artista                      | Duração |  |
| 1.  | "Cellophane"                                  | Amanda Ghost, Sacha Skarbek, Ian Dench, Lucas Burton | Amanda Ghost                 | 3:33    |  |
| 2.  | "Only Time (versão original)"                 | Enya, Roma Ryan                                      | Enya                         | 3:38    |  |
| 3.  | "Shame"                                       | Brian Transeau                                       | BT                           | 3:21    |  |
| 4.  | "Touched by an Angel"                         | Stevie Nicks                                         | Stevie Nicks                 | 4:23    |  |
| 5.  | "The Consequences of Falling (Lenny B Remix)" | Billy Steinberg, Rick Nowels, Marie-Claire D'Ubaldo  | k.d. lang                    | 4:16    |  |
| 6.  | "Heart Door (com Dolly Parton)"               | Paula Cole                                           | Paula Cole com Dolly Parton  | 4:08    |  |
| 7.  | "My Number"                                   | Tegan Rain Quin, Sara Keirsten Quin                  | Tegan and Sara               | 4:09    |  |
| 8.  | "Off the Hook"                                | Steven Page, Ed Robertson                            | Barenaked Ladies             | 4:34    |  |
| 9.  | "Rock DJ"                                     |                                                      | Robbie Williams              | 4:16    |  |
| 10. | "Baby Work Out"                               | Jackie Wilson                                        | Jackie Wilson, Alonzo Tucker | 3:00    |  |
| 11. | "You Deserve to Be Loved"                     | Dillon O'Brian                                       | Tracy Dawn                   | 5:02    |  |
| 12. | "Wherever You Are"                            | Larry Klein, Tonio K                                 | Celeste Prince               | 4:17    |  |
| 13. | "The Other Half of Me"                        | S. Freeman, J. Lawrence                              | Bobby Darin                  | 2:27    |  |
| 14. | "Calafia"                                     | Dave Ralicke                                         | Jump with Joey               |         |  |
| 15. | "Middle of the Night"                         | Paul Brown, Roberto Vally, Rick Braun                | Rick Braun                   |         |  |
| 16. | "Time After Time"                             | Jules Styne, Sammy Cahn                              | Keanu Reeves                 |         |  |

[carece de fontes?]

## Recepção
Sweet November recebeu críticas negativas dos críticos, e o filme possui uma classificação de 15% no Rotten Tomatoes com base em 98 críticas. Devido à fraca resposta que o filme teve dos críticos, foi indicado a três prêmios Framboesa de Ouro, incluindo pior remake ou sequência (onde perdeu para Planet of the Apes), pior ator para Keanu Reeves (perdido para Tom Green por Freddy Got Fingered) e a pior atriz de Charlize Theron (perdida para Mariah Carey por Glitter). É listado no livro de John Wilson, The Official Razzie Movie Guide, que criou o Framboesa de Ouro, como um dos 100 filmes ruins mais agradáveis já feitos.

### Bilheteria
O filme estreou na quarta posição nas bilheterias da América do Norte, com US$11,015,226 em seu fim de semana de estreia, atrás de Recess: School's Out, Down to Earth e Hannibal. No final, arrecadou apenas US$25,2 milhões no mercado interno, com US$ 40,4 milhões no exterior, totalizando US$65,7 milhões em todo o mundo.